# Tanzania pusillus
Tanzania pusillus – gatunek pająka z rodziny skakunowatych.
Gatunek ten opisany został w 2000 roku przez Wandę Wesołowską i Anthony’ego Russella-Smitha jako Lilliput pusillus. Opisu dokonano na podstawie dwóch okazów z Mkomazi Game Reserve.
Drobny pająk o wysokim  karapaksie długości 0,8-0,9 mm, ubarwionym żółto z ciemnobrązową okolicą oczu i porośniętym delikatnym owłosieniem. Narządy gębowe, sternum i spód opistosomy ma żółte. Ta ostatnia ma długość karapaksu, wierch szarawy, a kądziołki przędne szare. Nogogłaszczki samca są żółte, zaopatrzone w korkąciągowaty embolus. Odnóża są ubarwione białawożółto z brązowym obrączkowaniem u nasad poszczególnych członów.
Pająk afrotropikalny, znany tylko z Tanzanii.